# Corpulentosoma cornutum
Corpulentosoma cornutum là một loài ruồi trong họ Tachinidae.